# بيونيك يريفان
نادي بيونيك يريفان هو نادي كرة قدم في أرمينيا تأسس في 1992. يلعب في الدوري الأرمني الممتاز.

## وصلات خارجية
- الموقع الرسمي